# Борг-эль-Араб (стадион)
Борг-эль-Араб (араб. ستاد برج العرب‎) — египетский многофункциональный стадион, расположенный в городе Борг-эль-Араб. Второй по вместимости стадион в Африке (после Соккер Сити в Йоханнесбурге). Находится на 9-месте по вместимости футбольных стадионов в мире.

## История
Построен в связи с планами Египта стать хозяйкой чемпионата мира 2010 года (выиграла заявка ЮАР). Стадион был открыт в 2007 году, архитектурный проект выполняли архитекторы Вооружённые силы Египта. В 2009 году стадион принял игры чемпионат мира по футболу среди молодёжных команд; 24 сентября 2009 года прошла церемония открытия и первый матч на стадионе, сборная Египта победила Тринидад и Тобаго (4:1).